# Tell Abada
Tell Abada és un tel, o túmul d'assentaments arqueològics, a la governació de Diyala (Iraq).
Abada es va excavar com a part de l'operació de salvament arqueològic per excavar jaciments que serien inundats per l'embassament de la presa de Hamrin.
Les excavacions van revelar nivells d'ocupació que daten dels períodes Obeid 1-3. El jaciment és important perquè va ser un dels pocs on es va poder excavar íntegrament un assentament de l'època Obeid.

## El jaciment i el seu entorn
El lloc es troba als contraforts de les muntanyes de Zagros, a la regió de Hamrin, a l'est del riu Diyala, a 12 km al sud-est de Sadiyah. Mesura 190 per 150 m i s'eleva 3,5 m per sobre de la plana circumdant.
Un altre jaciment proper del període Obeid és Tell Rashid, que es troba a 12 km al nord de Tell Abada.

## Història de la investigació
Tell Abada va ser excavat durant una sola temporada des del desembre de 1977 fins al juliol de 1978 sota la direcció de Sabah Abboud Jasim.
L'excavació formava part d'una gran operació de salvament arqueològic per excavar llocs en perill d'inundació per l'embassament de la presa de Hemrin, que s'estava construint en aquell moment. Al voltant del 80% del jaciment s'ha excavat i s'ha arribat a terra verge (no pertorbada per l'activitat humana) en dos llocs.
El fet que Tell Abada fos excavat pràcticament en la seva totalitat el converteix en un jaciment important en l'estudi del període Obeid.
Al lloc es van trobar uns noranta símbols protoalfabetitzats escrits argila, principalment a l'edifici A (nivells I i II). Alguns dels símbols es trobaven en grups. Com a exemple, a l'edifici A de nivell I es van trobar setze símbols en un «bol carinat i sense pintar del tipus Hajji Muhammad». El grup estava format per «8 esferes, 4 cons, 2 discs, 1 vareta, 1 tauleta plana».

## Història de la seva ocupació
Es van reconèixer tres nivells d'ocupació diferents del mil·lenni V aC, que daten d'una fase de transició entre els períodes Samarra i Obeid (nivell III), després d'un buit al final d'Obeid 2 (nivell II) i principis d'Obeid 3 (nivell I).
Les restes arquitectòniques del nivell III constaven de dues cases amb múltiples estances rectangulars, amb parets arrebossades de guix. Aquests edificis s'han interpretat com un lloc de producció de ceràmica a partir de la presència de grans pots d'emmagatzematge, ocre vermell i tres forns propers. Els forns estaven situats en una zona oberta i eren de diferents tipus i formes. En un cas, s'ha suggerit que es podria haver utilitzat tant per a la cocció de ceràmica com per a la producció d'aliments. Es van recuperar grans quantitats de ceràmica pintada dels períodes Samarra i Obeid 1 amb una àmplia gamma de diferents motius geomètrics decoratius, incloent ceràmiques amb característiques tant de Samarra com d'Obeid 1.
Sembla que hi ha hagut una ruptura clara en la història d'ocupació entre els nivells III i II.

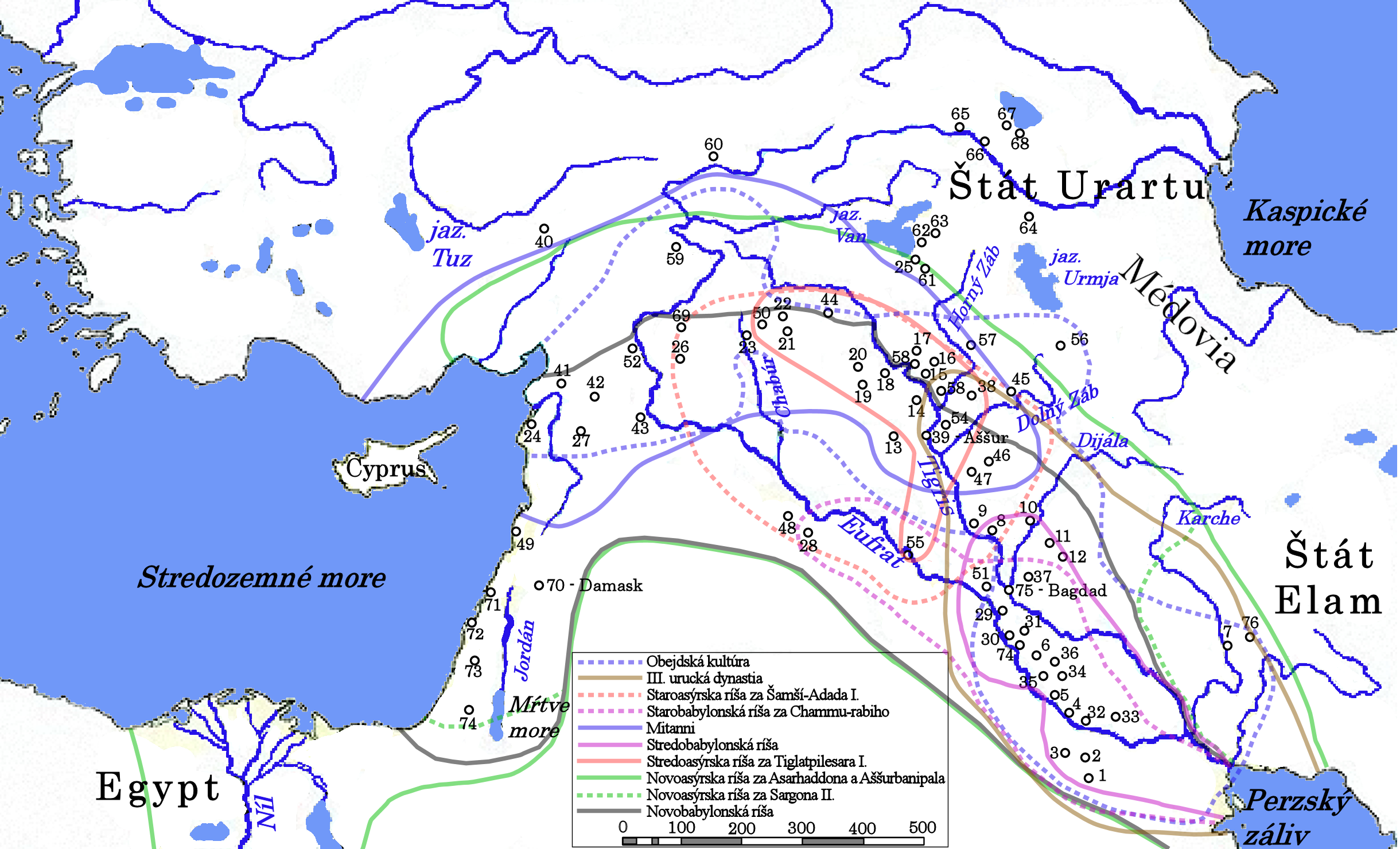
Mapa de Mesopotàmia. Tell Abada correspon al número 11

El nivell II constava d'11 edificis separats per carrers i carrerons estrets. Els edificis comparteixen un disseny diferent amb una planta tripartida amb habitacions disposades al voltant d'un pati en forma de T. Les parets estaven construïdes amb tàpia. Un dels edificis més grans (edifici A), al centre del solar, tenia els murs exteriors decorats amb contraforts, fet que indica que podria haver tingut una funció especial. S'hi van trobar un gran nombre d'enterraments d'infants. Els dissenys de la ceràmica pintada incloïen motius geomètrics i representacions més naturalistes. També era habitual la ceràmica decorada amb incisions i impressions. Altres troballes inclouen figuretes d'argila d'animals i humans, eines de pedra (com ara molins de mà, morters i caps de maça) i eines d'os (com agulles i espàtules).
Va existir un cert grau de continuïtat entre l'arquitectura del nivell II i el nivell I. La ceràmica pintada era comuna i sovint es feia amb torn de terrissaire, i les decoracions compartien característiques amb les observades tant al nord com al sud d'Obeid. La decoració era tant geomètrica com naturalista.

### Enterraments
S'han recuperat un gran nombre d'enterraments de nens (uns 127) dels dos nivells superiors del jaciment. La majoria d'aquests nens tenien menys de 2 anys d'edat. Els cossos es col·locaven en un bol poc profund cobert amb un segon bol, que al seu torn s'enterrava sota els pisos de les cases. Gairebé la meitat dels enterraments provenien de l'edifici A, la qual cosa reforça l'aparent importància d'aquest edifici que també es fa patent per la decoració i la mida dels seus murs. Els excavadors han buscat l'entorn del jaciment a la recerca d'indicis d'un enterrament per a adults, però no n'han trobat cap.